# Ctenophorus fionni
Ctenophorus fionni là một loài thằn lằn trong họ Agamidae. Loài này được Procter mô tả khoa học đầu tiên năm 1923.